# فورتسکیو متال
فورتسکیو متال (به انگلیسی: Fortescue Metal) شرکت استخراج معدن استرالیایی است، که در زمینه تولید، بازاریابی و فروش فولاد، همچنین استخراج سنگ آهن فعالیت می‌نماید. 
شرکت فورتسکیو متال در سال ۲۰۰۳ راه‌اندازی شد و در حال حاضر به‌عنوان چهارمین تولیدکننده بزرگ سنگ آهن جهان، شناخته می‌شود.
دفتر مرکزی این شرکت در شهر پیلبارا، استرالیای غربی قرار دارد و بخشی از سهام آن، در بازار بورس اوراق بهادار استرالیا معامله می‌شود. هم‌اکنون اکثریت سهام شرکت فورتسکیو در اختیار آندره فارست می‌باشد.